# Kovotlačitelství

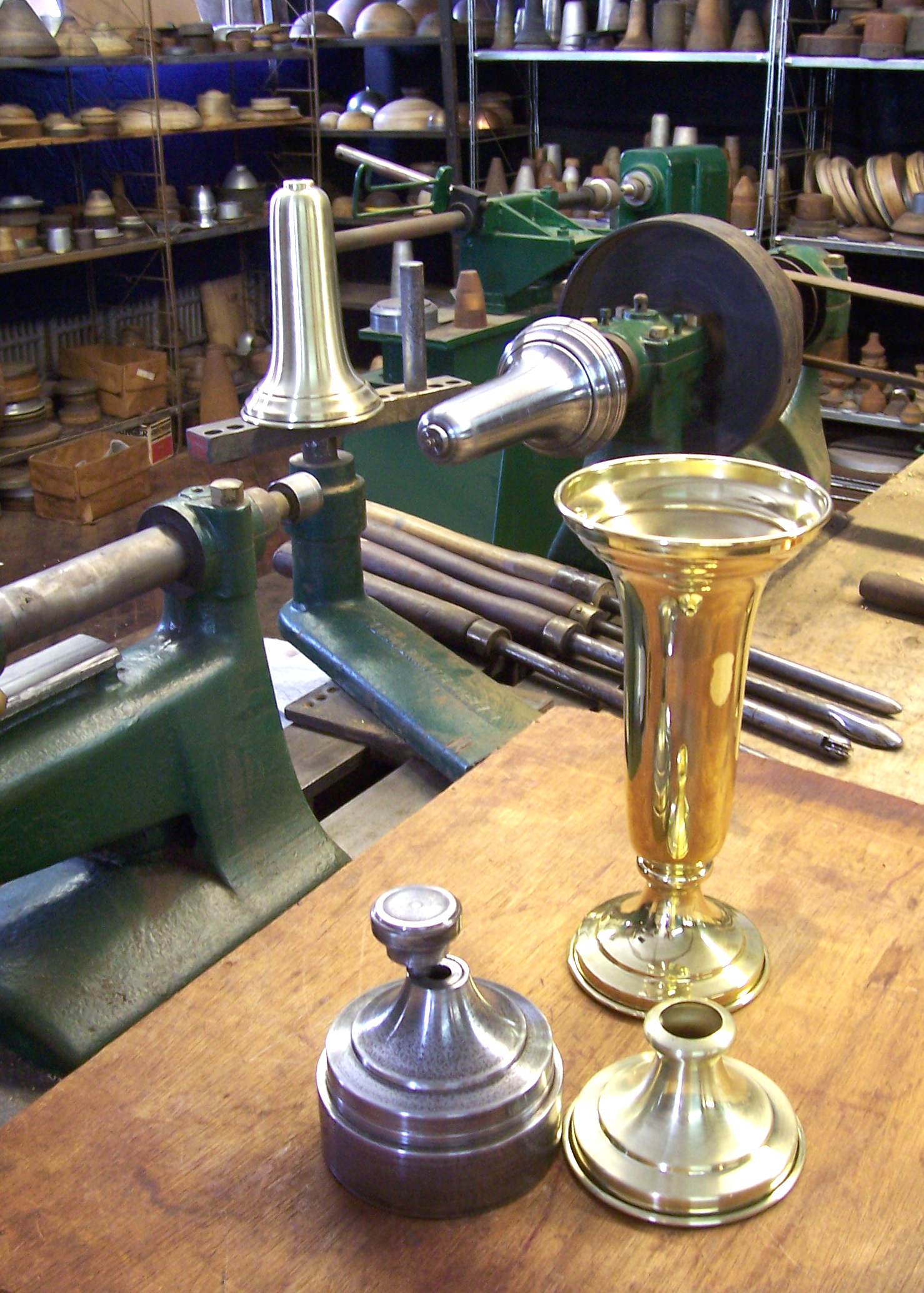
Kovotlačitelská technika: mosazná váza, formy a nástroje

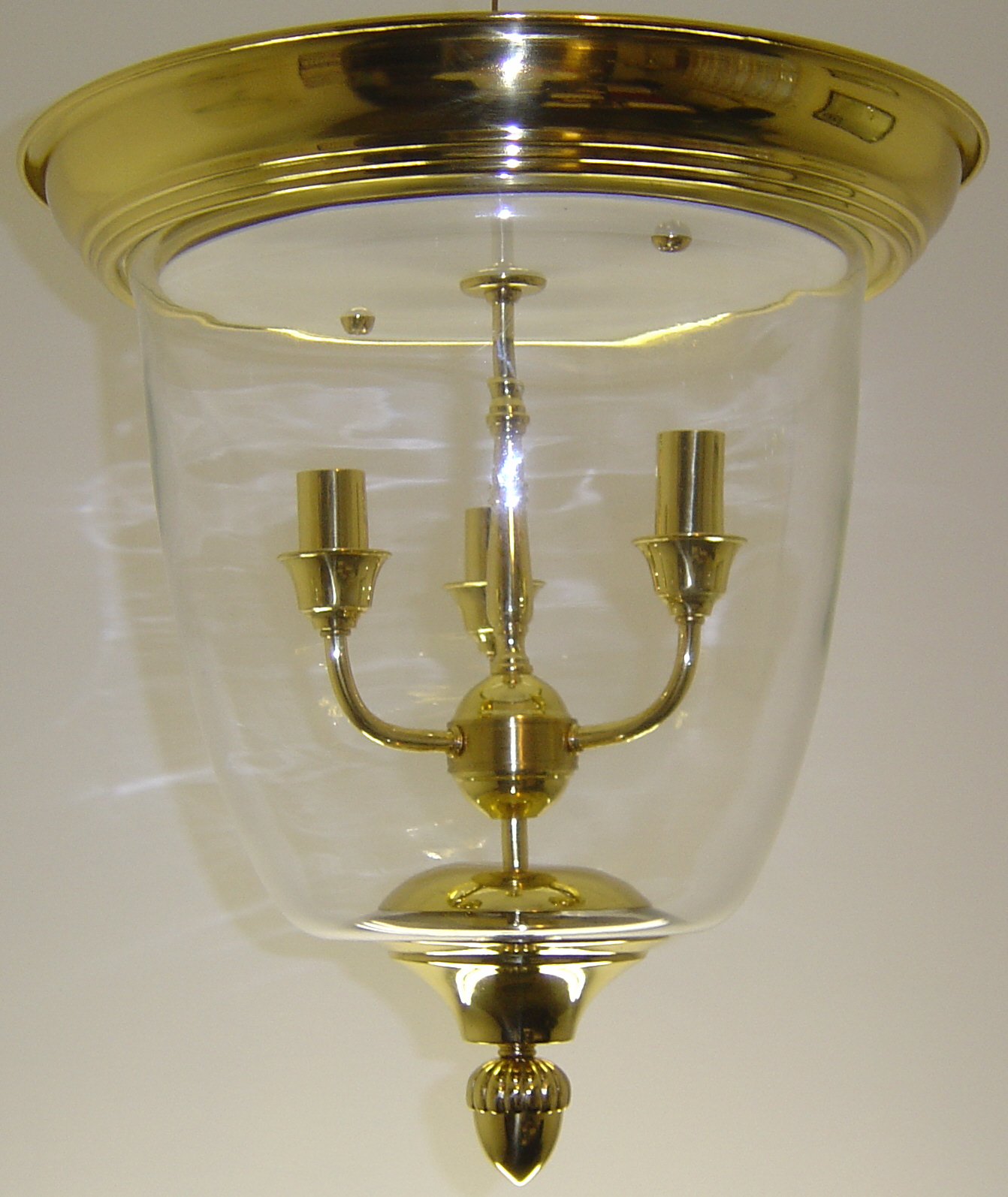
Secesní lustr

Kovotlačitelství je umělecké řemeslo a zároveň technika kusové výroby kovových předmětů rotačního tvaru na kovotlačitelském soustruhu.

## Popis
Kovotlačitel zpracovává plošným tvářením většinou za studena tenký plech (mosaz, měď, hliník, tažná ocel atd.) tloušťky 0,3 až 1 mm. Do vřetene soustruhu upne dřevěný nebo ocelový model („kopyto“) vyráběného předmětu a k němu koníkem přitiskne obvykle kruhový kus plechu. Za rychlého otáčení modelu i plechu se tlačným nástrojem s válečkem na konci, opřeným o suport soustruhu, přitiskuje pohybem od středu plech k modelu a podle potřeby žíhá. Pro snížení tření se plech z vnější strany předmětu maže voskem, vazelinou apod. Výsledkem může být téměř dokonalý rotační tvar beze švu i beze stop po úderech kladiva, jež by vznikly při ručním stahování.

## Historie
Řemeslo vzniklo v 19. století a znamenalo velké zvýšení produktivity práce například při výrobě varných hrnců, kovového nádobí, stínítek, popelníčků, ale také součástí velkých ozdobných předmětů, například divadelních i kostelních lustrů, ozdobných nádob a podobně. Vyleštěný kovotlačitelský polotovar i hotový výrobek může vypadat jako masivní odlitek. Zlatým věkem kovotlačitelství bylo období secese. Omezením kovotlačitelské techniky byl rotační tvar výrobku a obtížné zpracování plechu větší tloušťky. S rozvojem lisovací techniky a hlubokotažných ocelových plechů již koncem 19. století začalo kovotlačitelskou techniku nahrazovat tažení do ocelové formy, a to prakticky u všech užitkových předmětů. Hlavní nevýhodou je nákladná ocelová forma, mezi výhody patří možnost vyrábět i složitější tvary, daleko větší rychlost a menší nároky na kvalifikaci dělníka. Kovotlačitelskou techniku užívají pasíři, umělečtí řemeslníci a restaurátoři, podobně se vyrábějí malé série rotačních součástí v leteckém, automobilovém a pod. průmyslu, kde se používá i CNC řízení soustruhu. V tomto případě lze tvářet i silnější plechy, například hliníkové až do 5 mm.